# Novespace
Novespace (nota anche come Air Zero G) è una società francese con sede a Parigi che opera voli a gravità ridotta dagli aeroporti della Francia.

## Storia

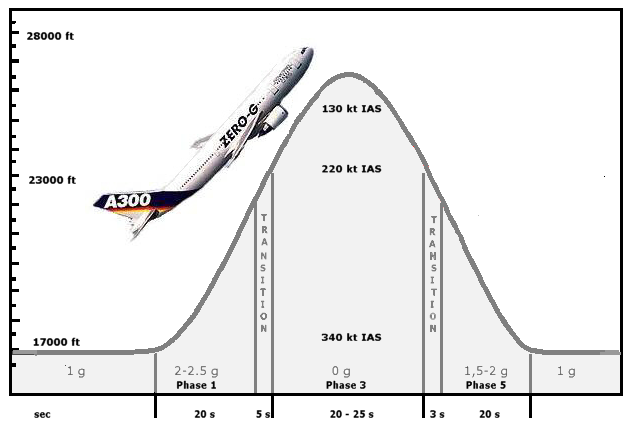
Come avviene una parabolica.

Fondata nel 1986, Novespace è una società per azioni, controllata dal Centre national d'études spatiales (CNES). Organizza voli scientifici parabolici a bordo dell'Airbus A310 Zero G dal 2015. In precedenza, Novespace gestiva l'Airbus A300 ZERO-G, che era succeduto a un Caravelle nel 1995.
L'Airbus A310 ZERO-G effettua voli parabolici principalmente per conto di ricercatori selezionati dal CNES, dall'Agenzia spaziale europea (ESA) e dall'Agenzia spaziale tedesca (DLR).
Voli per far provare l'esperienza dell'assenza di gravità sono offerti anche al grande pubblico, al costo di 5.000 euro, in partnership con la compagnia Avico, con il marchio Air Zero G.
La compagnia, fondata nel 1986 da Jean-Pierre Fouquet, è presieduta dal 2006 da Jean-François Clervoy, l'astronauta francese dell'ESA che ha avviato i primi voli parabolici in Europa. L'azienda ha sede all'aeroporto di Bordeaux Mérignac.
Il 1º luglio 2014, l'Airbus A310 destinato a sostituire l'Airbus A300 ZERO-G è atterrato all'aeroporto di Bordeaux Mérignac. Novespace l'ha acquistato dallo stato tedesco. Precedentemente battezzato Konrad Adenauer, trasportava la cancelliera Angela Merkel per la Luftwaffe. Ora è registrato F-WNOV. Il suo primo volo scientifico è avvenuto il 5 maggio 2015. Nei suoi primi due anni di attività da parte di Novespace, ha effettuato 1307 parabole per la ricerca scientifica e spaziale, 174 per il grande pubblico e le riprese, 506 per al servizio dell'aeromobile, la sua qualificazione e l'addestramento dell'equipaggio.
Dal 2018, l'astronauta francese Thomas Pesquet, forte della sua esperienza di pilota di linea, pilota l'A310 ZERO-G.

## Flotta

### Flotta attuale
A dicembre 2022 la flotta di Novespace è così composta:

### Flotta storica
Novespace operava in precedenza con i seguenti aeromobili:
- Airbus A300B2-100 (ritirato nell'ottobre 2014)

Dopo aver completato definitivamente i suoi voli nell'ottobre 2014, l'A300B2-1C MSN003 ha lasciato Bordeaux per l'aeroporto di Colonia Bonn il 3 novembre. Quest'ultimo infatti aveva acquistato il velivolo spendendo solo la cifra simbolica di 1 euro. Accoglie, come museo, chi è interessato a questo particolare esempio scientifico.